# Сентро (Ріо-де-Жанейро)
Сентро (порт. Centro, Центр міста, «Центр») — район у центральному регіоні Ріо-де-Жанейро, Бразилія. Він являє собою фінансове серце міста і суть Центрального району. 

## Особливості
Незважаючи на велику кількість житлових будинків, район є переважно комерційним, з поєднанням історичних будівель та сучасних хмарочосів. Житлові райони розташовані переважно вздовж вулиць Руа-ду-Ріачуелу та Каштелу. Історичний та фінансовий центр міста,  серед визначних пам'яток — Імператорський палац, церква Канделарія, Собор Пресвятої Діви Марії Кармельської та сучасний собор Святого Себастьяна. Навколо площі Маршала Флоріано розташовано кілька пам'яток Прекрасної епохи, таких як Муніципальний театр і будівля Національної бібліотеки. У районі Сентро також є кілька музеїв, таких як Національний музей образотворчих мистецтв та Національний історичний музей.
Серед інших важливих історичних пам'яток у центрі Ріо — Пасео-Публіку (Passeio Público), громадський сад 18-го століття, а також вражаючі арки акведука Каріока. «Бондіньо» (трамвай) відправляється зі станції біля собору Святого Себастьяна, перетинає акведук (перетворений на трамвайний віадук у 1896 році) і блукає горбистими вуличками сусіднього району Санта-Тереза. Центр міста залишається серцем ділової спільноти. Тут розташовані головні офіси найбільших компаній Бразилії, зокрема Petrobras, Eletrobras, BNDES і Vale . Більшість хмарочосів Ріо, особливо найвищі, розташовані в цьому районі. Переповнений з понеділка по п'ятницю в робочі години, він порожніє ввечері, а також у суботу, неділю та на свята.